# Karl Haas
Karl Haas, též Carl Haas či Karel Haas (21. října 1815, České Budějovice – 1. srpna 1872, České Budějovice) byl lékař a zakladatel sanatoria v Českých Budějovicích, současné polikliniky Sever.

## Život
Pocházel z rodu Haasů, tehdy působícího v Českých Budějovicích. Nejpozději 1843 se oženil s manželkou Josefínou. V letech 1850–1873 zasedal v městském výboru. Karlův bratr, stavitel Alexander, mu v roce 1862 zbudoval na Pražském předměstí sanatorium zvané Haasenburg, které jako poliklinika Sever funguje doposud. Významně se podílel na potlačení epidemie cholery v roce 1866. Jeho upozornění na nutnost zřídit zásobování města zdravotně nezávadnou vodou iniciovalo plány stavby městského vodovodu.

## Odkaz
Je autorem několika zdravotnických a hospodářských publikací, v menší míře také hudby k divadelním hrám. Založil ovocnářskou školu. Finančně podporoval ústav pro hluchoněmé. V roce 1875 byla po Karlu Haasovi pojmenována Haasova ulice na Pražském předměstí, dnes Fráni Šrámka. Ve sbírkách Jihočeského muzea se dochovala část odkazu Haasových (darovaná Adolfem Haasem), mimo jiné portréty obou manželů a žirafový klavír (Clavier Pianino Stehend) od místního klavírníka Johanna Friedricha Kaspara Reysze.
Karl Haas byl 4. srpna 1872 pohřben u západní zdi Staroměstského hřbitova, odkud byly jeho ostatky v roce 1906 přeneseny do nové rodinné hrobky na hřbitov svaté Otýlie.

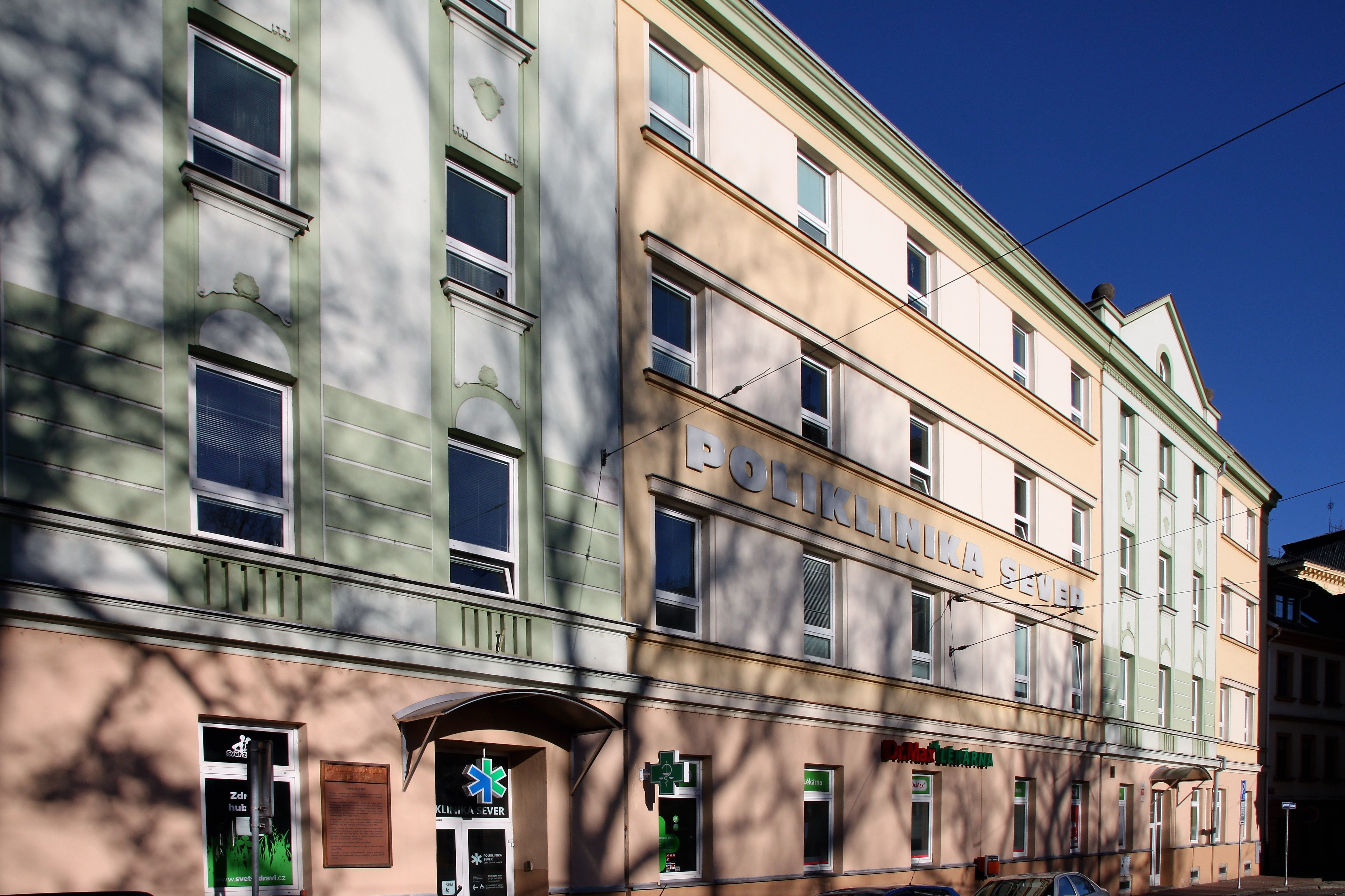
poliklinika Sever
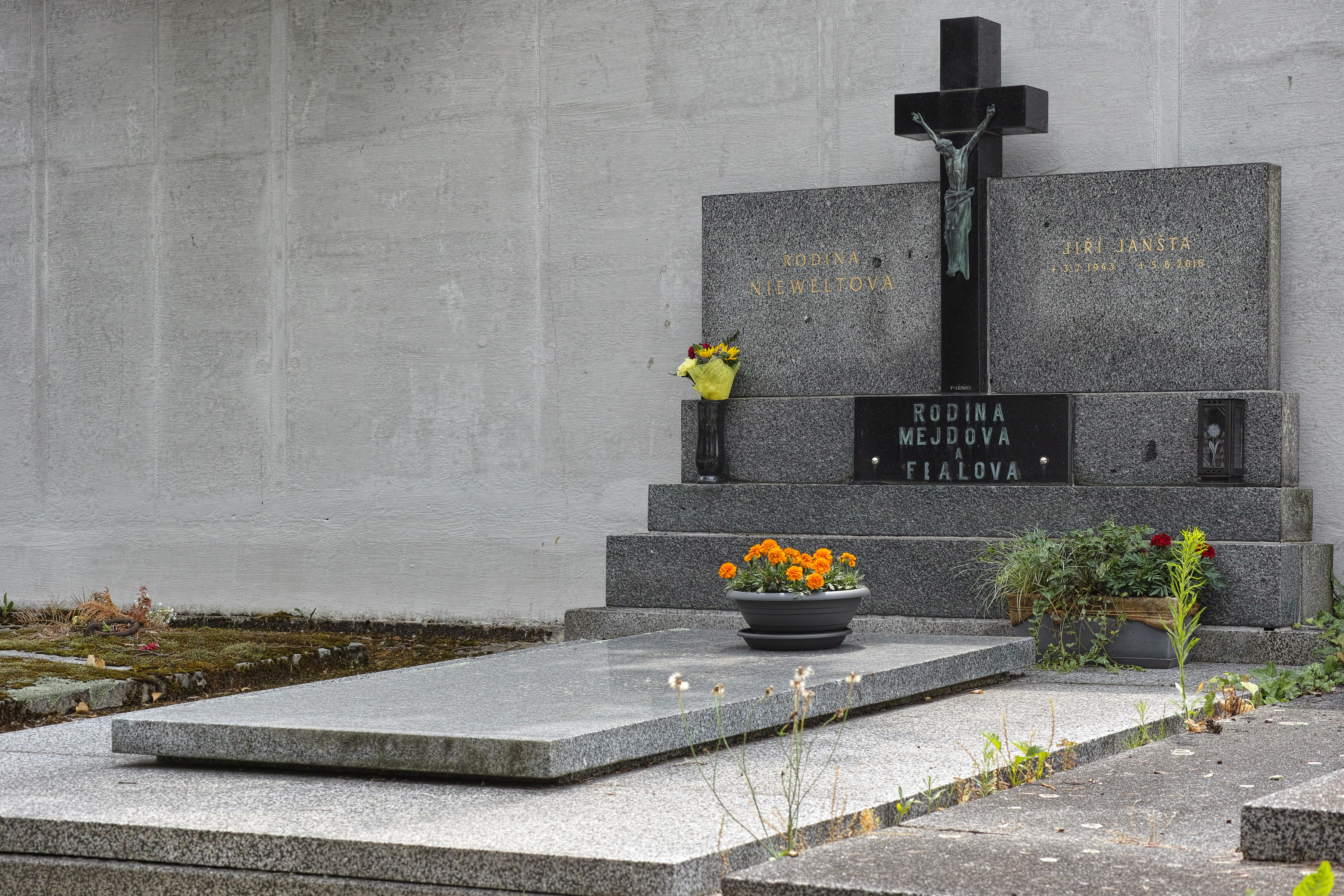
hrobka na sv. Otýlii